# Чавес, Франсиско де
Франсиско де Чавес (исп. Francisco de Chaves, примерно 1500, Трухильо, — 26 июня 1541, Лима) — испанский конкистадор, активный участник геноцида народов Мексики, Гватемалы и Перу, так же известно под кличкой El pizarrista. Год рождения неизвестен, умер 26 июня 1541 года. Франсиско де Чавес жил в Лиме, исполнял обязанности вице-губернатора и был назначен в Перу после другой известной главы губернатора марки Франсиско Писарро (Франсиско Писарро Гонсалес). В 1539-м конкистадор Франсиско де Чавес зверски истребил племя «кончукос», занимавшее большую часть современного Перу. Кончукос — империю инков, он сравнял с землёй и убил более 600 детей младше трёхлетнего возраста. Это зверство стало самым массовым убийством младенцев в истории. Колонисты совершали одну карательную экспедицию за другой. В сражении у горы Акома они уничтожили 800 индейцев, а каждому пленнику — отрезали левую ногу.